# Superviseur d'alimentation
 (novembre 2014).

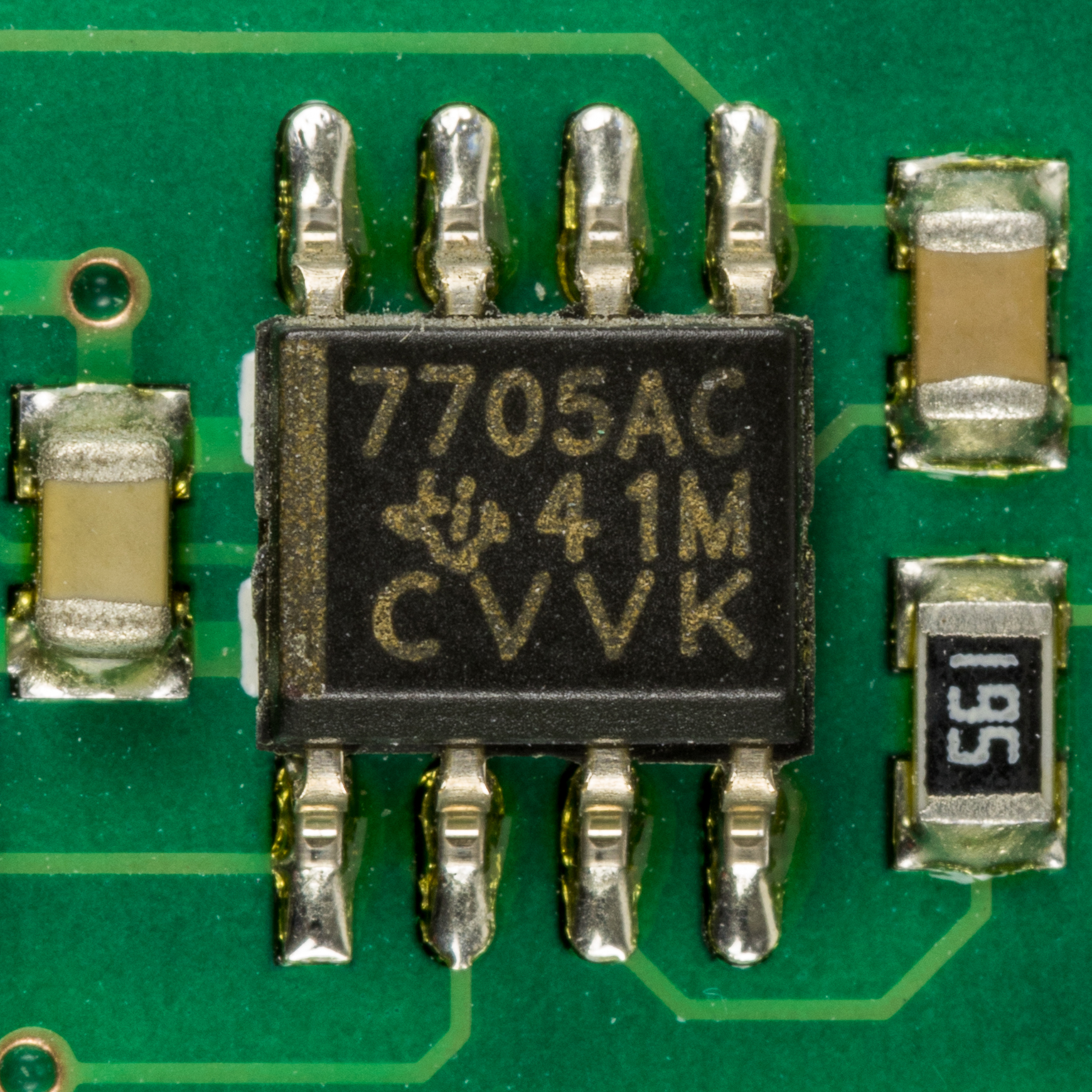
Texas Instruments 7705AC

En électronique, on nomme superviseur d'alimentation ou moniteur d'alimentation un circuit destiné à détecter lorsque la tension d'alimentation du système devient supérieure ou inférieure à une certaine valeur.
Comme la plupart des circuits électroniques, et en particulier les circuits numériques, sont exigeants quant à la valeur de la tension d'alimentation (par exemple, de nombreux circuits nécessitent une tension de 5V + ou - 5 %), il est important de déterminer lorsque se produisent des chutes ou des excédents de tension.
Une tension trop basse peut être due à une chute de la tension du secteur (lorsque l'équipement est alimenté par le secteur), par une consommation trop importante ou par une décharge des piles ou accumulateurs lorsque l'équipement est alimenté par ces derniers.

## Principe de fonctionnement
Le superviseur de tension est composé des éléments suivants :
- un comparateur de tension ;
- un diviseur de tension qui applique à l'une des entrées du comparateur une fraction de la tension d'alimentation ;
- un générateur de tension de référence (utilisant une diode Zener ou une référence bandgap) qui pilote l'autre entrée du comparateur.

La sortie du comparateur est généralement au niveau logique 1 lorsque la situation est normale, et passe à 0 lorsqu'est détectée une anomalie (sur ou sous-tension selon le raccordement).
Deux comparateurs seront nécessaires pour détecter le dépassement de la plage autorisée vers le haut ou vers le bas.
Nous discutons ci-dessous principalement le cas des systèmes à microprocesseur (MP) ou microcontrôleur (MC).

## Conséquences d'une surtension
Une tension d'alimentation excessive peut provoquer un dysfonctionnement du programme, un échauffement excessif de certains composants, voire une destruction de certains circuits.

## Conséquences d'une sous-tension
Généralement un mauvais fonctionnement du programme ou une perte des données emmagasinées en mémoire RAM.

## Mesures à prendre
Dans un cas comme dans l'autre, il faut bloquer le fonctionnement du programme dès qu'une anomalie est détectée ; par exemple, en forçant le microprocesseur ou microcontrôleur en état de reset tant qu'une tension correcte n'est pas rétablie.
Dans le cas des surtensions, on coupera parfois l'alimentation, avec obligation de réenclenchement manuel une fois la cause de l'anomalie détectée. Cette coupure peut s'effectuer en insérant en série dans la ligne d'alimentation un fusible, et en plaçant un thyristor entre ligne d'alimentation et masse. En cas de surtension, le superviseur amorce le thyristor, qui court-circuite la ligne d'alimentation à la masse et fait sauter le fusible, protégeant ainsi le système.

## Autres applications des superviseurs de tension
- Un superviseur double est souvent utilisé dans les systèmes de recharge des accumulateurs. La recharge est activée lorsque la tension descend en dessous du seuil bas, et cesse lorsque la tension, en fin de recharge, dépasse le seuil haut.
- Un superviseur simple peut être utilisé pour commuter l'alimentation d'une mémoire RAM de sauvegarde entre l'alimentation principale du système et des accus de sauvegarde, afin de préserver le contenu de la mémoire en cas de disparition de l'alimentation principale.

## Mise en œuvre
Différents constructeurs proposent des circuits intégrés superviseurs plus ou moins perfectionnés. À titre d'exemple, citons l'ICL7677 qui permet de surveiller plusieurs paramètres (pas tous simultanément) :
- tension secteur ;
- tension aux bornes du condensateur de filtrage ;
- courant dans le primaire du transformateur ;
- deux tensions DC de sortie ;
- courant dans la charge ;
- température.

Toutefois, avec l'intégration sans cesse plus poussée des circuits numériques, de nombreux MP ou MC intègrent certaines de ces fonctions au sein même de la puce, facilitant considérablement le raccordement (il disparaît) et la mise en œuvre (il faut programmer le comportement désiré).
http://www.maxim-ic.com/products/supervisors/design_guides.cfm
http://www.maxim-ic.com/Supervisors.cfm
http://focus.ti.com/docs/prod/folders/print/tps3809l30.html